# Temmincks Rundblattnase

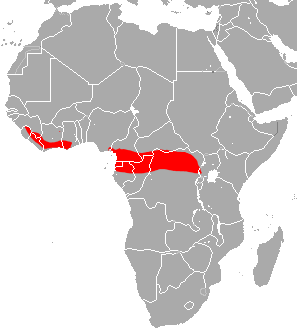
Verbreitungsgebiet von Temmincks Rundblattnase

Temmincks Rundblattnase (Hipposideros fuliginosus) ist ein mit mehreren Populationen in West- und Zentralafrika verbreitetes Fledertier in der Gattung der Altwelt-Rundblattnasen. Sie ist eng mit Noacks Rundblattnase (Hipposideros ruber) verwandt. Eine früher angenommene Zugehörigkeit zur Abstammungslinie der in Asien verbreiteten Zweifarb-Rundblattnase (Hipposideros bicolor) hat sich nicht bestätigt.

## Merkmale
Erwachsene Exemplare sind ohne Schwanz 80 bis 100 mm lang, die Schwanzlänge liegt bei 29 bis 40 mm und das Gewicht variiert zwischen 18 und 20 g. Diese Fledermaus hat 51 bis 60 mm lange Unterarme, Hinterfüße von 11 bis 13 mm Länge und 17 bis 20 mm lange Ohren. Der Körper ist oberseits mit recht rauem dunkelbraunem Fell bedeckt und unterseits kommt helleres Fell vor. Gelegentlich tritt eine intensiv orange bis rotbraune Morphe auf. Wie bei anderen Gattungsvertretern sind der Daumen und seine Kralle gut entwickelt. Weitere Kennzeichen sind abgerundete Flügel, eine breite Schnauze und ein großes einfaches Nasenblatt mit zwei blattförmigen Auswüchsen.

## Verbreitung
Das bekannte Verbreitungsgebiet reicht von Sierra Leone und Guinea bis Ghana sowie mit gewissen Lücken vom südöstlichen Nigeria bis Uganda. Temmincks Rundblattnase lebt im Flach- und Hügelland bis 500 Meter Höhe. Selten erreichen Exemplare 1300 Meter Höhe. Die Fledermaus bewohnt ursprüngliche Regenwälder und Galeriewälder.

## Lebensweise
Die nachtaktiven Tiere ruhen am Tage in Baumhöhlen. Soweit bekannt jagen sie mit Hilfe der Echoortung Insekten, wobei eine Frequenz um 120 kHz genutzt wird. Temmincks Rundblattnase wurde unter anderem 1,7 Meter über dem Grund gefangen, was vermuten lässt, dass sie im Unterholz jagt. Eine Studie in der Elfenbeinküste fand säugende Weibchen zwischen März und Mai.

## Gefährdung
Landschaftsveränderungen wirken sich negativ auf den Bestand aus. Die Gesamtpopulation gilt trotz Verringerung als groß. Die IUCN listet die Art als nicht gefährdet (least concern).